# 康庄乡
康庄乡，是中华人民共和国河北省邯郸市复兴区下辖的一个乡镇级行政单位。
2014年，河北省民政厅批复同意将邯郸县康庄乡划归复兴区管辖。

## 行政区划
康庄乡下辖以下地区：
康庄村、西高河村、东高河村、大河坡村、前牛叫村、后牛叫村、北李庄村、南牛叫村、停驷头村、师窑村、张庄村、石坡村、东店子村、西店子村、姬庄村、南李庄村、蔺家河村、中庄村、会星头村、乔沟村、贾沟村、西望庄村、东望庄村和于二庄村。